# Venda sua capa e compre uma espada

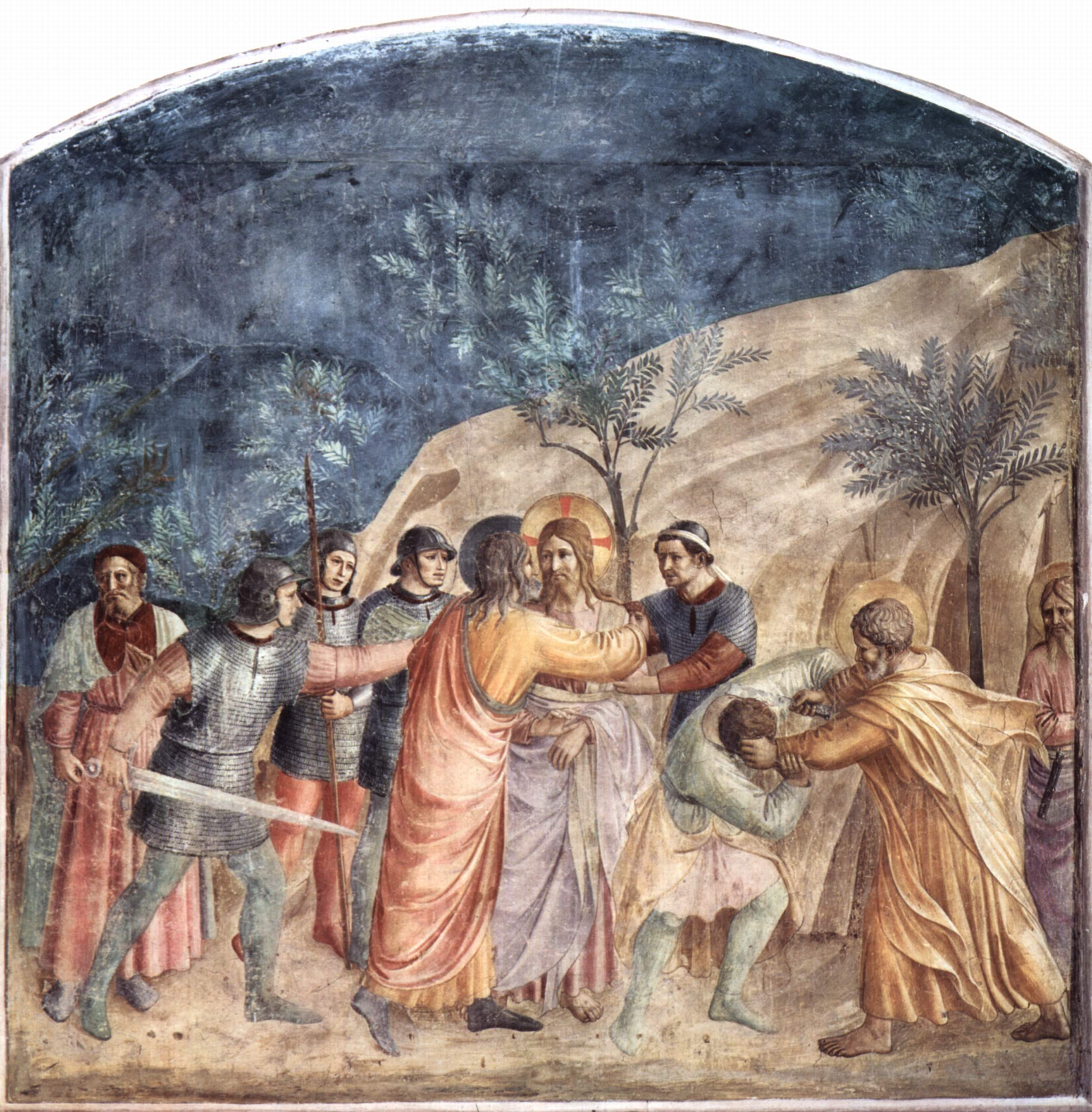
Pedro atacando Malco (direita) com uma espada durante a prisão de Jesus no Getsêmani. No centro aparece também o episódio do "beijo de Judas".
c. 1437-1446. Afresco de Fra Angelico atualmente no Museo di San Marco, em Florença.

Venda sua capa e compre uma espada foi uma instrução dada por Jesus a seus discípulos durante a Última Ceia relatada no Evangelho de Lucas e que tem sido interpretada de diversas formas por estudiosos e teólogos. O trecho é:
| “ | «Então lhes disse: Agora, porém, o que tem bolsa, tome-a, como também o alforge; e o que não tem dinheiro, venda a sua capa e compre espada.» (Lucas 22:36) | ” |

## Interpretações

### Autodefesa
Muitos, como S. G. F. Brandon e o padre William Most, tomam o versículo como uma justificativa para a autodefesa; em que Jesus estaria orientando os discípulos a comprar espadas para se protegerem de possíveis ladrões e salteadores, que poderiam aparecer durante suas expedições missionárias.

### Cumprimento de uma interpretação profética
Jacques Ellul e John Howard Yoder não acreditam que o trecho se sobreponha ou invalide os outros onde Jesus incentivou seus discípulos a dar a outra face. Eles demonstraram que quando a passagem é analisada dentro do contexto, Jesus está ciente de estar cumprindo uma profecia (vide Isaías 53:9–12) e faz a surpreendente revelação de que duas espadas "bastam".
| “ | «Então lhes disse: Agora, porém, o que tem bolsa, tome-a, como também o alforge; e o que não tem dinheiro, venda a sua capa e compre espada. Pois vos digo que importa cumprir-se em mim o que está escrito: E ele foi contado com os transgressores; porque o que a mim se refere está sendo cumprido. Disseram eles: Senhor, aqui estão duas espadas. Respondeu-lhes Jesus: Basta.» (Lucas 22:36–38) | ” |

Ellul, Yoder e Archie Penner afirmam que duas espadas não seriam capazes de mudar o destino de Jesus e que o único objetivo do trecho é de fato comprovar o desejo de Jesus cumprir a profecia. Ellul explica:
| “ | O comentário seguinte de Jesus explica em parte o surpreendente comentário de que ele precisaria cumprir a profecia segundo a qual ele era contado entre criminosos. A ideia de lutar com apenas duas espadas é rídicula. As espadas são sucificientes, porém, para justificar a acusação de que Jesus seria o líder de um grupo de bandidos. Temos que concordar aqui que Jesus está conscientemente realizando a profecia. Se ele não estivesse, o trecho não faria sentido nenhum. | ” |
|   | — Anarchy and Christianity, Jacques Ellul. |   |

Esta teoria é ainda reforçada por Penner, que afirma que quando Pedro sacou uma das espadas algumas horas depois quando Jesus foi preso no Getsêmani, cortando a orelha de Malco (um dos servos dos sumo-sacerdotes), Jesus o repreendeu dizendo: «Embainha a tua espada; pois todos os que tomam a espada, morrerão à espada» (Mateus 26:52).

### Interpretação figurativa
O conhecido e renomado teólogo John Gill afirma em sua Exposição Bíblica:
| “ | Estas palavras de Cristo não devem ser entendidas literalmente, de que ele gostaria que seus discípulos se munissem de qualquer quantidade de espadas, uma vez que ele jamais teria dito, como ele o fez depois, que duas seriam suficientes, o que não seria de fato para onze homens; ou teria proibido Pedro de se utilizar de uma, como ele fez pouco depois: assim, o sentido é que, onde quer que estivessem e onde houvesse uma oportunidade para pregar o Evangelho, eles encontrariam muitos adversários, e poderosos, e haveria grande violência seguida de ódio e perseguição; tanta que lhes pareceria necessário precisar de espadas para que se defendessem: a frase expressa assim o perigo a que eles seriam expostos e a necessidade de proteção; e, portanto, seria errado para eles [os apóstolos] brigarem e discutirem sobre superioridade assim como procurar ou esperar algum tipo de pompa ou circunstância temporal no momento desta condição lastimável, aflitiva e de grandes privações; e eles logo perceberiam que a fonte deste desespero e aflição seriam eles mesmos. | ” |